# Beşiktaş Jimnastik Kulübü 2018-2019 (pallavolo femminile)
Questa voce raccoglie le informazioni riguardanti il Beşiktaş Jimnastik Kulübü nelle competizioni ufficiali della stagione 2018-2019.

## Organigramma societario
Area direttiva
- Presidente: Yıldırım Demirören

Area tecnica
- Allenatore: Kamil Söz
- Allenatore in seconda: Burçin Kundak
- Assistente allenatore: İsmail Türkmen
- Scoutman: Sefa Gökburun

## Rosa
| N° | Nome              | Ruolo | Data di nascita  | Nazionalità sportiva |
| -- | ----------------- | ----- | ---------------- | -------------------- |
| 1  | Merve Tanıl       | P     | 22 febbraio 1990 | Turchia              |
| 2  | Zeynep Üzen       | S     | 15 maggio 2000   | Turchia              |
| 3  | Yvon Beliën       | C     | 28 dicembre 1993 | Paesi Bassi          |
| 4  | Arelya Karasoy    | P     | 14 dicembre 1996 | Turchia              |
| 5  | Janset Erkul      | C     | 12 gennaio 1997  | Turchia              |
| 6  | Göknur Silen      | P     | 4 aprile 2000    | Turchia              |
| 7  | Olesja Rychljuk   | O     | 11 dicembre 1987 | Ucraina              |
| 8  | Mia Jerkov        | S     | 5 dicembre 1982  | Croazia              |
| 9  | Dilara Bilge      | O     | 20 agosto 1990   | Turchia              |
| 10 | İkbal Albayrak    | C     | 15 ottobre 1991  | Turchia              |
| 11 | Hümay Topaloğlu   | S     | 3 agosto 1996    | Turchia              |
| 12 | Pınar Eren        | L     | 12 dicembre 1986 | Turchia              |
| 13 | Rida Erlalelitepe | S     | 22 luglio 1996   | Turchia              |
| 14 | Fatma Beyaz       | C     | 16 aprile 1995   | Turchia              |
| 15 | Tuğçe Ersan       | L     | 17 ottobre 1999  | Turchia              |
| 17 | Ceren Kestirengöz | S/O   | 19 luglio 1993   | Turchia              |

## Risultati

### Sultanlar Ligi

#### Girone di andata
| 1ª giornata - 2 novembre 2018 Burhan Felek Spor Salonu, Istanbul      | Fenerbahçe        | 3 - 0 | Beşiktaş   | 27-25, 25-20, 27-25               |
| 2ª giornata - 6 novembre 2018 Burhan Felek Spor Salonu, Istanbul      | Beşiktaş          | 0 - 3 | VakıfBank  | 18-25, 11-25, 18-25               |
| 3ª giornata - 10 novembre 2018 Burhan Felek Spor Salonu, Istanbul     | Galatasaray       | 2 - 3 | Beşiktaş   | 15-25, 23-25, 25-18, 25-18, 12-15 |
| 4ª giornata - 21 novembre 2018 Burhan Felek Spor Salonu, Istanbul     | Beşiktaş          | 3 - 0 | Aydın BB   | 25-22, 25-23, 25-14               |
| 5ª giornata - 18 novembre 2018 Cengiz Göllü Kapalı Spor Salonu, Bursa | Nilüfer           | 1 - 3 | Beşiktaş   | 25-23, 18-25, 19-25, 15-25        |
| 6ª giornata - 24 novembre 2018 Burhan Felek Spor Salonu, Istanbul     | Beşiktaş          | 3 - 1 | Halkbank   | 28-26, 15-25, 25-21, 25-20        |
| 7ª giornata - 1º dicembre 2018 Beylikdüzü Spor Salonu, Istanbul       | Beylikdüzü Vİ     | 0 - 3 | Beşiktaş   | 21-25, 21-25, 17-25               |
| 8ª giornata - 28 dicembre 2018 Burhan Felek Spor Salonu, Istanbul     | Beşiktaş          | 0 - 3 | Eczacıbaşı | 16-25, 16-25, 17-25               |
| 9ª giornata - 15 dicembre 2018 Burhan Felek Spor Salonu, Istanbul     | Türk Hava Yolları | 3 - 1 | Beşiktaş   | 25-19, 25-23, 18-25, 25-22        |
| 10ª giornata - 22 dicembre 2018 Burhan Felek Spor Salonu, Istanbul    | Beşiktaş          | 3 - 0 | Çanakkale  | 25-18, 30-28, 25-18               |
| 11ª giornata - 25 dicembre 2018 Başkent Voleybol Salonu, Ankara       | Karayolları       | 3 - 2 | Beşiktaş   | 26-24, 25-23, 23-25, 23-25, 15-12 |

#### Girone di ritorno
| 12ª giornata - 12 gennaio 2019 Burhan Felek Spor Salonu, Istanbul    | Beşiktaş   | 2 - 3 | Fenerbahçe        | 14-25, 25-20, 19-25, 25-23, 11-15 |
| 13ª giornata - 16 gennaio 2019 VakıfBank Spor Sarayı, Istanbul       | VakıfBank  | 3 - 2 | Beşiktaş          | 18-25, 25-14, 25-20, 16-25, 15-9  |
| 14ª giornata - 19 gennaio 2019 Burhan Felek Spor Salonu, Istanbul    | Beşiktaş   | 0 - 3 | Galatasaray       | 23-25, 15-25, 17-25               |
| 15ª giornata - 27 gennaio 2019 Mimar Sinan Kapalı Spor Salonu, Aydın | Aydın BB   | 1 - 3 | Beşiktaş          | 25-22, 22-25, 15-25, 18-25        |
| 16ª giornata - 31 gennaio 2019 Burhan Felek Spor Salonu, Istanbul    | Beşiktaş   | 2 - 3 | Nilüfer           | 25-23, 25-15, 25-27, 15-25, 8-15  |
| 17ª giornata - 3 febbraio 2019 Başkent Voleybol Salonu, Ankara       | Halkbank   | 1 - 3 | Beşiktaş          | 18-25, 22-25, 25-20, 28-30        |
| 18ª giornata - 10 febbraio 2019 Burhan Felek Spor Salonu, Istanbul   | Beşiktaş   | 2 - 3 | Beylikdüzü Vİ     | 25-21, 17-25, 25-23, 18-25, 11-15 |
| 19ª giornata - 17 febbraio 2019 Eczacıbaşı Spor Salonu, Istanbul     | Eczacıbaşı | 3 - 0 | Beşiktaş          | 25-19, 25-16, 25-19               |
| 20ª giornata - 24 febbraio 2019 Burhan Felek Spor Salonu, Istanbul   | Beşiktaş   | 1 - 3 | Türk Hava Yolları | 26-24, 17-25, 18-25, 22-25        |
| 21ª giornata - 3 marzo 2019 Anafartalar Spor Salonu, Çanakkale       | Çanakkale  | 1 - 3 | Beşiktaş          | 25-18, 16-25, 20-25, 15-25        |
| 22ª giornata - 10 marzo 2019 Burhan Felek Spor Salonu, Istanbul      | Beşiktaş   | 3 - 2 | Karayolları       | 25-22, 18-25, 25-21, 22-25, 15-11 |

#### Play-off scudetto
| Quarti di finale (gara 1) - 17 marzo 2019 Burhan Felek Spor Salonu, Istanbul     | Beşiktaş      | 1 - 3 | Galatasaray   | 25-22, 15-25, 15-25, 25-27        |
| Quarti di finale (gara 2) - 29 marzo 2019 Burhan Felek Spor Salonu, Istanbul     | Galatasaray   | 3 - 0 | Beşiktaş      | 26-24, 25-20, 25-18               |
| Semifinali 5º posto (gara 1) - 10 aprile 2019 Beylikdüzü Spor Salonu, Istanbul   | Beylikdüzü Vİ | 3 - 0 | Beşiktaş      | 25-21, 25-21, 25-19               |
| Semifinali 5º posto (gara 2) - 13 aprile 2019 Burhan Felek Spor Salonu, Istanbul | Beşiktaş      | 2 - 3 | Beylikdüzü Vİ | 25-23, 18-25, 25-22, 16-25, 11-15 |
| Finale 7º posto (gara 1) - 19 aprile 2019 Cengiz Göllü Kapalı Spor Salonu, Bursa | Nilüfer       | 3 - 1 | Beşiktaş      | 24-26, 25-16, 25-18, 26-24        |
| Finale 7º posto (gara 2) - 22 aprile 2019 Burhan Felek Spor Salonu, Istanbul     | Beşiktaş      | 2 - 3 | Nilüfer       | 27-25, 21-25, 20-25, 25-20, 11-15 |

### Coppa di Turchia

#### Fase a eliminazione diretta
| Ottavi di finale (andata) - 5 gennaio 2019 Anafartalar Spor Salonu, Çanakkale  | Çanakkale | 1 - 3 | Beşiktaş  | 21-25, 20-25, 25-12, 23-25 |
| Ottavi di finale (ritorno) - 8 gennaio 2019 Burhan Felek Spor Salonu, Istanbul | Beşiktaş  | 3 - 1 | Çanakkale | 20-25, 25-20, 25-22, 25-20 |
| Quarti di finale - 22 marzo 2019 İzmir Atatürk Spor Salonu, Smirne             | VakıfBank | 3 - 0 | Beşiktaş  | 25-22, 25-20, 25-13        |

### Challenge Cup

#### Fase a eliminazione diretta
| Seconda fase (andata) - 13 novembre 2018 Burhan Felek Spor Salonu, Istanbul            | Kastrioti | 0 - 3 | Beşiktaş  | 7-25, 10-25, 18-25                    |
| Seconda fase (andata) - 15 novembre 2018 Burhan Felek Spor Salonu, Istanbul            | Beşiktaş  | 3 - 0 | Kastrioti | 25-11, 25-9, 25-14                    |
| Sedicesimi di finale (andata) - 28 novembre 2018 Burhan Felek Spor Salonu, Istanbul    | Beşiktaş  | 3 - 1 | Aydın BB  | 25-22, 25-19, 19-25, 25-13            |
| Sedicesimi di finale (ritorno) - 5 dicembre 2018 Mimar Sinan Kapalı Spor Salonu, Aydın | Aydın BB  | 3 - 0 | Beşiktaş  | 25-20, 25-20, 25-20 Golden set: 15-12 |

## Statistiche

### Statistiche di squadra
| Competizione     | Punti | In casa | In casa | In casa | In trasferta | In trasferta | In trasferta | Totale | Totale | Totale |
| Competizione     | Punti | G       | V       | P       | G            | V            | P            | G      | V      | P      |
| ---------------- | ----- | ------- | ------- | ------- | ------------ | ------------ | ------------ | ------ | ------ | ------ |
| Sultanlar Ligi   | 34,46 | 14      | 4       | 10      | 14           | 6            | 8            | 28     | 10     | 18     |
| Coppa di Turchia | -     | 0       | 0       | 0       | 1            | 1            | 0            | 3      | 2      | 1      |
| Challenge Cup    | -     | 2       | 2       | 0       | 2            | 1            | 1            | 4      | 3      | 1      |
| Totale           | -     | 16      | 6       | 10      | 17           | 8            | 9            | 35     | 15     | 20     |

G = partite giocate; V = partite vinte; P = partite perse

### Statistiche dei giocatori
| Giocatore       | Campionato | Campionato | Campionato | Campionato | Campionato | Coppa di Turchia | Coppa di Turchia | Coppa di Turchia | Coppa di Turchia | Coppa di Turchia | Challenge Cup | Challenge Cup | Challenge Cup | Challenge Cup | Challenge Cup | Totale | Totale | Totale | Totale | Totale |
| Giocatore       | P          | PT         | AV         | MV         | BV         | P                | PT               | AV               | MV               | BV               | P             | PT            | AV            | MV            | BV            | P      | PT     | AV     | MV     | BV     |
| --------------- | ---------- | ---------- | ---------- | ---------- | ---------- | ---------------- | ---------------- | ---------------- | ---------------- | ---------------- | ------------- | ------------- | ------------- | ------------- | ------------- | ------ | ------ | ------ | ------ | ------ |
| İ. Albayrak     | 20         | 73         | 33         | 29         | 11         | 1                | 5                | 1                | 2                | 2                | 2             | 4             | 2             | 0             | 2             | 23     | 82     | 36     | 31     | 15     |
| Y. Beliën       | 19         | 187        | 121        | 44         | 22         | 2                | 26               | 23               | 1                | 2                | 4             | 43            | 30            | 7             | 6             | 25     | 256    | 174    | 52     | 30     |
| F. Beyaz        | 11         | 31         | 23         | 5          | 2          | 2                | 7                | 4                | 2                | 1                | 2             | 2             | 2             | 0             | 0             | 15     | 40     | 29     | 7      | 3      |
| D. Bilge        | 22         | 106        | 73         | 25         | 8          | 2                | 29               | 24               | 3                | 2                | 4             | 25            | 21            | 2             | 2             | 28     | 160    | 118    | 30     | 12     |
| P. Eren         | 28         | 1          | 1          | 0          | 0          | 3                | 0                | 0                | 0                | 0                | 4             | 0             | 0             | 0             | 0             | 35     | 1      | 1      | 0      | 0      |
| J. Erkul        | 28         | 115        | 48         | 55         | 12         | 2                | 19               | 6                | 9                | 4                | 4             | 24            | 10            | 6             | 8             | 34     | 158    | 64     | 70     | 24     |
| R. Erlalelitepe | 17         | 67         | 54         | 5          | 8          | 2                | 2                | 1                | 1                | 0                | -             | -             | -             | -             | -             | 19     | 69     | 55     | 6      | 8      |
| T. Ersan        | 11         | 0          | 0          | 0          | 0          | 2                | 0                | 0                | 0                | 0                | 2             | 0             | 0             | 0             | 0             | 15     | 0      | 0      | 0      | 0      |
| M. Jerkov       | 26         | 287        | 239        | 19         | 29         | 2                | 11               | 10               | 0                | 1                | 4             | 25            | 21            | 2             | 2             | 32     | 323    | 270    | 21     | 32     |
| A. Karasoy      | 28         | 81         | 23         | 27         | 31         | 3                | 8                | 2                | 2                | 4                | 4             | 12            | 2             | 2             | 8             | 35     | 101    | 27     | 31     | 43     |
| C. Kestirengöz  | 17         | 142        | 108        | 23         | 11         | 2                | 17               | 13               | 3                | 1                | 4             | 34            | 24            | 6             | 4             | 23     | 193    | 145    | 32     | 16     |
| O. Rychljuk     | 24         | 481        | 403        | 52         | 26         | 2                | 33               | 27               | 2                | 4                | 4             | 50            | 38            | 8             | 4             | 30     | 564    | 468    | 62     | 34     |
| G. Silen        | 0          | 0          | 0          | 0          | 0          | 0                | 0                | 0                | 0                | 0                | -             | -             | -             | -             | -             | 0      | 0      | 0      | 0      | 0      |
| M. Tanıl        | 23         | 5          | 1          | 1          | 3          | 1                | 0                | 0                | 0                | 0                | 4             | 4             | 1             | 0             | 3             | 28     | 9      | 2      | 1      | 6      |
| H. Topaloğlu    | 28         | 164        | 123        | 24         | 17         | 3                | 30               | 26               | 1                | 3                | 4             | 19            | 13            | 1             | 5             | 35     | 213    | 162    | 26     | 25     |
| Z. Üzen         | 11         | 5          | 5          | 0          | 0          | 2                | 0                | 0                | 0                | 0                | 3             | 1             | 1             | 0             | 0             | 16     | 6      | 6      | 0      | 0      |

P = presenze; PT = punti totali; AV = attacchi vincenti; MV = muri vincenti; BV = battute vincenti